# Kriebstein
Kriebstein  est une commune de Saxe (Allemagne), située dans l'arrondissement de Saxe centrale, dans le district de Chemnitz. Elle est nommée pour le Château de Kriebstein.

## Histoire
La commune est formée en 1994 des anciennes communes de Ehrenberg, Höfchen et Kriebethal. Plus tard en 1994, l'ancienne commune de Ehrenberg rejoint Kriebstein, suivi par Reichenbach en 1996 et Grünlichtenberg en 1998. 

## Géographie

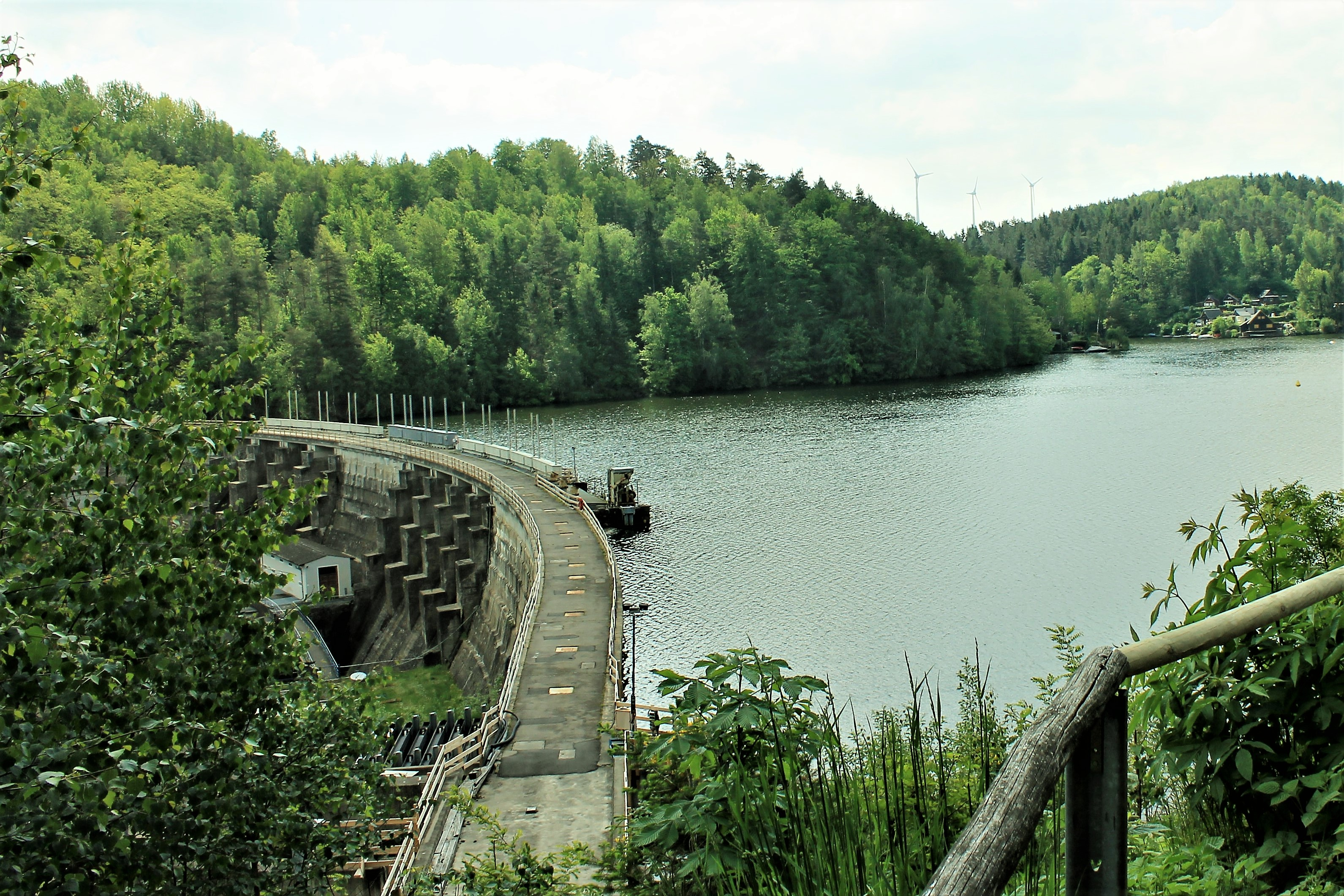
Barrage de Kriebstein avec son lac et sa centrale hydroélectrique

La commune est située environ 24 km au nord-nord-est de Chemnitz. Sa partie ouest est traversée par la rivière Zschopau. Les routes principales sur son territoire sont les routes d'état S32 et S36 qui relient Waldheim avec Hainichen et Roßwein. La route fédérale B169 touche le territoire de la commune dans l'est. Le chemin de fer entre Waldheim et Kriebethal, ouverte en 1896 et transformé en voie étroite en 2004, est actuellement (2020) hors service.
La barrage de Kriebstein se trouve dans la commune.

## Districts
- Ehrenberg
- Erlebach
- Grünlichtenberg
- Höckendorf
- Höfchen
- Kriebstein
- Kriebethal
- Reichenbach[2]